# Malu Trevejo
María Luisa "Malu" Trevejo, född 15 oktober 2002 i Havanna och uppvuxen i Miami, Florida, är en kubansk sångerska och dansare som sjunger både på spanska och engelska samt att hon bland annat är känd för sin video där hon magdansar på Musical.ly.
Den 22 september 2017 släppte hon sin debutsingel "Luna Llena" som den 17 november samma år släpptes på engelska. Låtens musikvideo har fått över 85 miljoner visningar på Youtube.
Inte så långt efter att den första låten släpptes släppte Trevejo sin andra låt "En Mi Mente" som har fått 10 miljoner visningar på Youtube. Hon har även samarbetat med den engelska popsångaren HRVY och släppt låten "Hasta Luego" som släpptes i april 2018. Låtens musikvideo har nått upp till över 40 miljoner visningar på Youtube.